# Грехем Чейні
Грехем Френсіс «Спайк» Чейні (англ. Grahame Francis "Spike" Cheney; 27 квітня 1969, Новий Південний Уельс) — австралійський професійний боксер, призер Олімпійських ігор.

## Спортивна кар'єра
Грехем Чейні був чемпіоном Австралії в категорії до 63,5 кг 1987 та 1988 року і виграв чемпіонат Океанії 1988.
На Олімпійських іграх 1988 завоював срібну медаль.
- В 1/16 фіналу переміг Мігеля Гонсалеса (Парагвай) — RSC 2
- В 1/8 фіналу переміг Айка Кворті (Гана) — 5-0
- У чвертьфіналі переміг Тодда Фостера (США) — 3-2
- У півфіналі переміг Ларса Мюрберг (Швеція) — 5-0
- У фіналі програв В'ячеславу Яновському (СРСР) — 0-5

1989 року Чейні виграв чемпіонат Океанії. На чемпіонаті світу 1989 програв в першому бою Ігору Ружнікову (СРСР).
1991 року перейшов до професійного боксу і протягом 1991—1996 року провів 20 поєдинків в основному у напівсередній вазі, у 17 з яких здобув перемогу.